# Гетто в Молодечно
Гетто в Молоде́чно (лето 1941 — июль 1943) — еврейское гетто, место принудительного переселения евреев города Молодечно Минской области и близлежащих населённых пунктов в процессе преследования и уничтожения евреев во время оккупации территории Белоруссии войсками нацистской Германии в период Второй мировой войны.

## Оккупация Молодечно и создание гетто

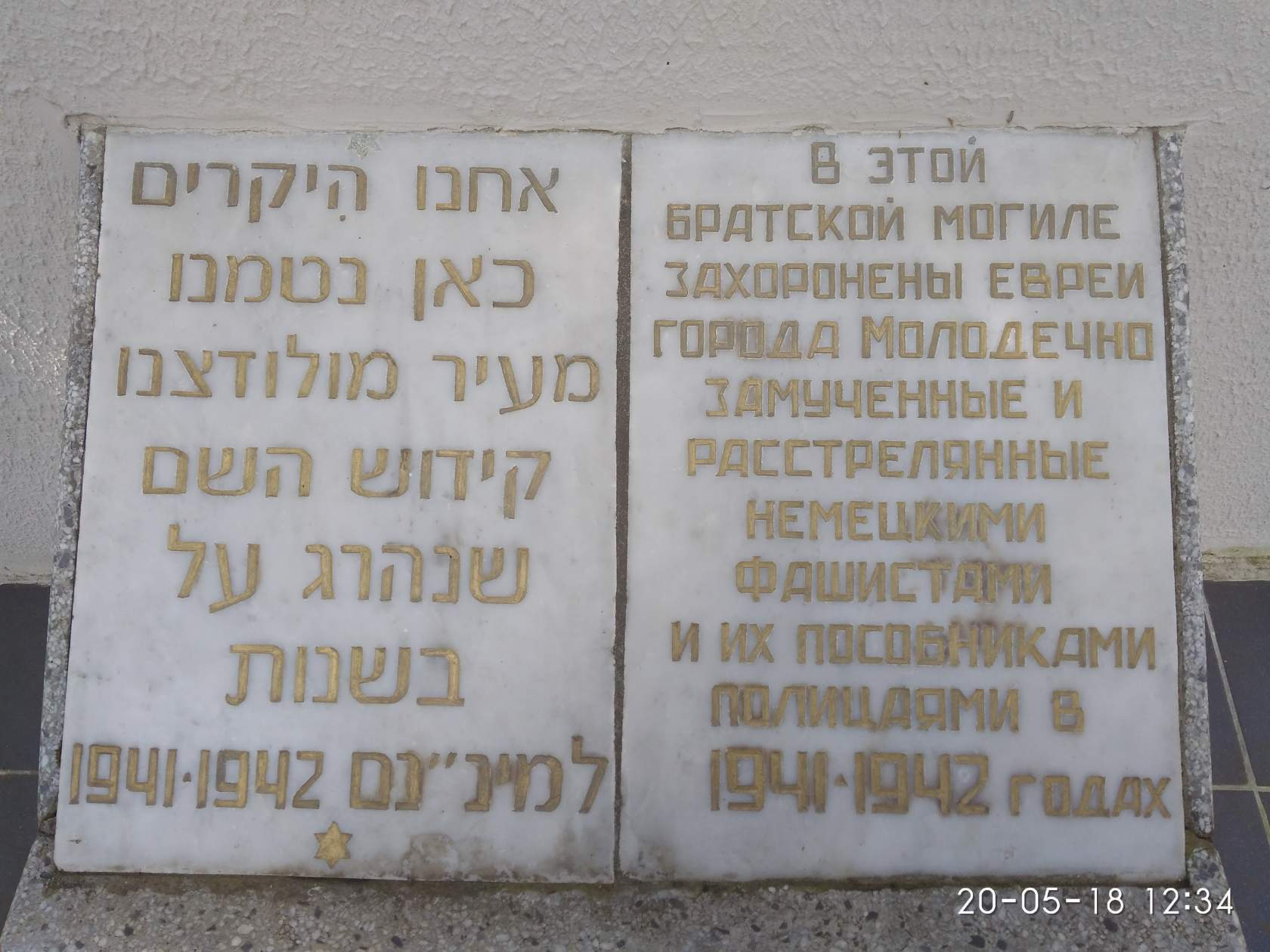
Надпись на памятнике

Перед войной в городе Молодечно жило 11 200 жителей. В 1931 году евреи составляли 21 % от всего населения, но к началу войны еврейское население города увеличилось за счет евреев — беженцев из Польши.
Город был оккупирован немецкими войсками 26 (25) июня 1941 года, и оккупация продолжалась до 5 июля 1944 года. На евреев города сразу же были наложены многочисленные ограничения. Например, если местное нееврейское население стало получать по продовольственным карточкам хлеб, сахар, соль, муку, мясо и жиры, то евреям полагались только хлеб и мука.
Вскоре после оккупации немцы, реализуя нацистскую программу уничтожения евреев, согнали евреев Молодечно и ближайших населенных пунктов в гетто.

## Уничтожение гетто
Нацисты считали евреев основной угрозой оккупационной власти, и поэтому часто убивали в первую очередь мужчин от 15 до 50 лет, хотя лишали себя тем самым наиболее трудоспособных рабов. Так же поступили немцы и в Молодечно после оккупации города. После захвата города каждую неделю сотни евреев вывозили за реку и расстреливали. Так, только в 1941 году в июле около 600 евреев были расстреляны в 2 километрах за рекой Уша; в июле-августе — около 300 евреев; в начале ноября — около 800 евреев. В конце сентября (в октябре) 1941 года около 1000 (800) евреев собрали на базарной площади у церкви, отобрали все вещи, которые приказали взять с собой, погрузили на грузовики (женщин и детей, которые не могли сами залезть в кузов, забрасывали туда штыками), вывезли за 2-3 километра от Молодечно за реку Уша в направлении на Вилейку и расстреляли. Часть детей закопали живыми.
Во время очередной «акции» (таким эвфемизмом нацисты называли организованные ими массовые убийства) в феврале 1942 года 500 евреев из гетто на грузовиках вывезли в деревню Цна в 10 километрах от Молодечно и там расстреляли в одном из домов, который затем сожгли вместе с телами убитых.
Осенью 1942 года в Молодечно прибыл карательный отряд, который вместе с жандармерией и полицией окружили город. Евреев выгнали из домов и собрали на площади Свободы. Затем обреченных людей грузовиками вывозили в направлении на Вилейку, и примерно в 8 километрах от города расстреливали. Слабых и обессиленных женщин и детей накалывали на штыки и забрасывали в кузов. В ноябре 1942 года гестаповцы и жандармерия расстреляли 71 еврея из Молодечно в 150 метрах от местечка Засковичи, а 4 увезли в неизвестном направлении.
Всего в Молодечно за время оккупации были убиты около 3000 евреев (2500, 2000).
После ликвидации гетто на железнодорожной станции Молодечно нацисты вывесили плакат: «Здесь евреев нет — чисто».
На территории Белоруссии убийством гражданского населения занимались и служащие немецкой армии. Например, в Молодечно в расстрелах евреев участвовала 707-я пехотная дивизия.

## Рабочий лагерь-гетто
В 1942—1943 годах в Молодечно также существовал и еврейский рабочий лагерь-гетто. Он был полностью ликвидирован в июле 1943, когда ещё живые оставшиеся заключенные были отправлены в Вилейку и там расстреляны. В этот лагерь, кроме молодечненских евреев, также привозили и сотни евреев из Барановичей.
Группа узников лагеря, включая назначенного немцами надзирающего над лагерем варшавского еврея Адама Мазорека, смогла организовать побег и присоединиться к партизанам. Однако партизаны убили Мазорека, ложно объявив его английским шпионом.

## Память
В 1961 году на одном из мест расстрела была установлена стела в память жертв геноцида евреев. В 1975 году памятник был реконструирован, а в 1990-х годах была установлена доска с текстом на иврите.